# Naoya Kondō
Naoya Kondō (近藤 直也?, Kondō Naoya; Tochigi, 3 ottobre 1983) è un ex calciatore giapponese, di ruolo difensore.

## Palmarès
- Campionato giapponese: 1

Kashiwa Reysol: 2011